# Брайтон-энд-Хов
Бра́йтон-энд-Хов, Бра́йтон-и-Хов (англ. Brighton and Hove) — унитарная единица со статусом сити на юго-западе церемониального графства Восточный Суссекс. Главный город унитарной единицы — Хов (население — 90 тыс. чел.). Крупнейший город — Брайтон (150 тыс. чел.).

## История
Образована 1 апреля 1997 года путём объединения городов Брайтон и Хов в отдельную от неметропольного графства Восточный Суссекс унитарную единицу Local Government Commission for England (1992). В конце 19-го века Хоув стал местным советом здравоохранения. С 1898 года Хоув включен в список муниципальных районов.

## География
Занимает площадь 83 км², омывается с юга проливом Ла-Манш, на западе граничит с церемониальным графством Западный Суссекс, на востоке с неметропольным графством Восточный Суссекс.

## Население
Первая перепись населения Брайтона была в 1801 году.
В 2001 году на территории унитарной единицы проживало 247 817 человек при средней плотности населения — 2 998 чел./км². По данным 2011 года численность постоянного населения Брайтон и Хов была 273,369 человек, 50 % мужчин и 50 % женщин.

## Политика
В совете унитарной единицы Брайтон-энд-Хов заседают 54 депутата, избранных в 21 округах. В результате последних выборов 23 места в совете заняли зеленые.

## Спорт
В унитарной единице Брайтон-энд-Хов базируется профессиональный футбольный клуб «Брайтон энд Хоув Альбион», выступающий в английской Премьер-лиге. Принимает соперников на стадионе «Фалмер» (30 750 зрителей).